# Naissance en 1303
Naissance
- 1299
- 1300
- 1301
- 1302
- 1303
- 1304
- 1305
- 1306
- 1307

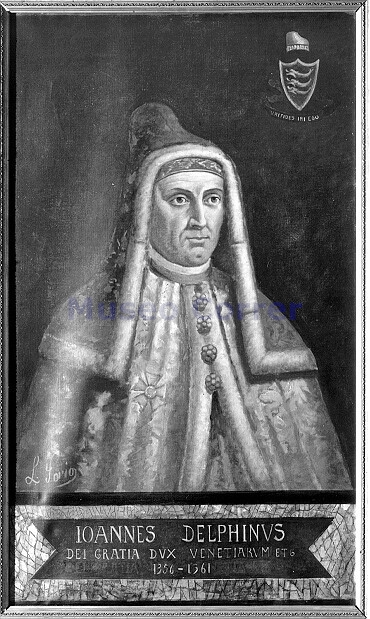
Giovanni Dolfin, né en 1303.

Cette page dresse une liste de personnalités nées au cours de l'année 1303  :
- 22 février : Gegeen Khan, khagan de l'Empire Mongol et de la Dynastie Yuan.
- mai : Saw Zein, quatrième souverain du Royaume d'Hanthawaddy, en Basse-Birmanie.

- Catherine de Valois-Courtenay, impératrice titulaire de Constantinople.
- Jean de Cherchemont, évêque de Troyes puis évêque d'Amiens.
- Saionji no Kishi, impératrice consort du Japon.
- Hōjō Takatoki, dernier tokusō et shikken de facto du shogunat de Kamakura.
- Abderrahmane El Waghlissi, jurisconsulte, savant et imam algérien

date incertaine (vers 1303)
- Giovanni Dolfin, 57e doge de Venise.

## Crédit d'auteurs
- Cet article est partiellement ou en totalité issu de l'article intitulé « 1303 » (voir la liste des auteurs).